# فرودگاه بین‌المللی فیلیپس اس. دبلیو. گلدسان
فرودگاه بین‌المللی فیلیپس اس. دبلیو. گلدسان (به انگلیسی: Philip S. W. Goldson International Airport) یک فرودگاه همگانی با کد یاتا BZE است که یک باند فرود آسفالت دارد و طول باند آن ۲۱۶۴ متر است. این فرودگاه در کشور بلیز قرار دارد و در ارتفاع ۵ متری از سطح دریا واقع شده است.

## شرکت‌های هواپیمایی و مقصدهای پروازی

### مسافری
| شرکت‌های هواپیمایی                | مقصدهای پروازی |
| -------------------------------- | --- |
| ایر کانادا روژ                   | فصلی: پیرسون تورنتو (آغاز از ۱۵ دسامبر ۲۰۱۷) |
| امریکن ایرلاینز                  | دالاس-فورت ورث، لس‌آنجلس، میامی فصلی: شارلوت داگلاس |
| امریکن ایگل                      | میامی |
| اویانکا السالوادور               | السالوادور |
| کوپا ایرلاینز                    | توکومن |
| دلتا ایرلاینز                    | هارتسفیلد-جکسون آتلانتا، لس‌آنجلس |
| مایا آیلند ایر                   | کانکون، کینتانا رو، کی کولکر، کی چپل، کوروزال، دانگریگا، لا آررا، پلاسنسیا، پونتا گوردا، سن پدرو، رامون ویلدا مورالس                                                                                 |
| ساوت‌وست ایرلاینز                 | فورت لادردیل–هالیوود، ویلیام پی. هابی فصلی: دنور |
| Transportes Aéreos Guatemaltecos | موندو مایا، لا آررا |
| Tropic Air                       | شهری بلیز، کانکون، کینتانا رو، کی کولکر، چتومال، کینتانا رو، کوروزال، دانگریگا، موندو مایا، منیول کرسسنسیو ریجون، پلاسنسیا، پونتا گوردا، خوآن مانوئل گالوس، San Ignacio، سن پدرو، رامون ویلدا مورالس |
| یونایتد ایرلاینز                 | اوهر شیکاگو، جرج بوش فصلی: لیبرتی نیوآرک |
| وست جت                           | فصلی: کالگری (آغاز از ۳ نوامبر ۲۰۱۷)، پیرسون تورنتو |

### باری
| Airlines               | Destinations                                                     |
| ---------------------- | ---------------------------------------------------------------- |
| Amerijet International | کانکون، کینتانا رو، سیوداد دل کارمن، منیول کرسسنسیو ریجون، میامی |